# Poker
Poker er et kortspil, hvor det gælder om at samle sig en hånd (5 kort), som er bedre end de andre spilleres. Danmarks højesteret har i juni 2009 afgjort at pokerspil i foreninger er hasardspil og derfor ulovligt. Poker regnes således efter dansk lov som et hasardspil, hvilket Dansk Pokerforbund dog er stærkt uenig i.

## Spiltyper
Af pokerspil kan nævnes 5 Card Draw, Texas Hold'em, Omaha, Omaha high/low 8 or better og 7 Card Stud, som er nogle af de mest almindelige. Texas Hold'em er formentlig det mest populære af disse spil. Poker spilles med 52 spillekort; i visse spil spilles dog også med en joker. Endvidere anvendes normalt jetoner der symboliserer en værdi. I nyere tid er det også blevet populært at spille poker på internettet. I rigtig poker, uanset om det spilles på internettet, hjemme i stuen eller på et stort casino, har heldet selvfølgelig på kort sigt en del at skulle have sagt. Men som i så mange andre spil vil en lang karriere med poker eliminere heldet og skille fårene fra bukkene, så de dygtige spillere er dem der til sidst sidder tilbage med pengene.
Poker kan spilles som enten cash game eller turnering. I cash game har jetonerne deres kontante værdi. Jetonerne kan derfor på et hvilket som helst tidspunkt indløses for deres pålydende. Eventuelle indsatsgrænser forbliver normalt uændrede igennem spillet. I turneringspoker betales et fast beløb for deltagelse i turneringen og får udleveret et antal jetoner som igennem spillet kun har pointmæssig værdi. Spillernes resultatmæssige placering er den omvendte af den rækkefølge hvori de udgår. Første spiller der har mistet sine sidste jetoner, bliver således nummer sidst, og sidste tilbageværende spiller vinder turneringen. De øverst placerede spillere deler den samlede præmiesum, der som regel tages ud af deltagergebyret, i et forhold der er bestemt forud for spillet. I en turnering med 10 personer kan præmiebeløbet eksempelvis fordeles med 50% til vinderen, 30% til nr. 2 og 20% til nr. 3. Pokerturneringer kan have hundredvis af deltagere fordelt over mange borde der kombineres til færre borde efterhånden som spillerne udgår.

## Regler

### Kortene
I poker må man anvende fem kort, hvoraf visse kan være såkaldte "community-cards", altså kort der er fælles for alle spillere. Ud af de fem kort gælder det så om at danne en bedre sammensætning af kortene end de andre spillere. Kortsammensætningerne rangerer som følgende:
1. Royal Straight Flush (også kaldet Royal Flush): fem kort fra 10 til es i samme kulør (f.eks. 10, Kn, D, K, Es i spar) (ved to af disse afgøres vinderen her i visse spil på kuløren, ellers er der split-pot (altså delt pot), se nedenfor)
2. Straight flush: fem kort i rækkefølge af samme kulør (f.eks. 4,5,6,7,8 i hjerter) (ved to straight flush afgøres vinderen på det højeste kort i rækkefølgen)
3. Fire ens (four of a kind): fire ens kort (f.eks. fire knægte) (ved to fire ens afgøres vinderen først ved det højeste fire ens, hvis disse er de samme (kan kun forekomme ved community-cards) afgøres den på den såkaldte "low kicker", altså det femte kort)
4. Fuldt hus (full house): et sæt med tre ens plus et par (f.eks. tre 7'ere og to 4'ere) (ved to fuldt hus afgøres vinderen af de højeste tre ens, derefter af hvem der har det højeste par)
5. Flush: fem kort af samme kulør men som ikke er i rækkefølge (f.eks. ruder 2,4,7,8,D) (ved to flush afgøres vinderen af højeste kort i kuløren)
6. Straight: fem kort i rækkefølge, som ikke er i samme kulør (f.eks. 8,9,10,Kn,D i forskellige kulører) (ved to straights afgøres vinderen på den der har det højeste kort i rækkefølge)
7. Tre ens (three of a kind): tre ens kort (f.eks. tre 9'ere) (ved to tre ens afgøres vinderen først på hvem der har de højeste tre end og derpå hvem der har det højeste kort udover disse (evt. også det næsthøjeste))
8. To par (two pairs): to gange to ens (f.eks. to esser og to 5'ere) (ved to gange to par afgøres vinderen på, hvem der har det højeste par, derpå på hvem der har det højeste af de næsthøjeste par, og til sidst på hvem der har det højeste femte kort)
9. Et par (one pair): to ens kort (f.eks. to K) (ved to par afgøres vinderen på, hvem der har det højeste par, derpå hvem der har det højeste kort udover dette og så det højeste fjerde kort og til sidst det højeste femte kort)
10. Højeste kort (high card): højeste kort (f.eks. es) (ved to højeste kort afgøres vinderen også her ved at arbejde sig nedad i de øvrige kort)

I spil med joker vil fem ens dog være den højeste hånd.

### Afgørelsen af vinderen
I poker gælder det om at vinde så mange penge som muligt. Dette gøres ved, at der kører nogle såkaldte "betting rounds", altså runder hvor der væddes. Man kan enten starte et væddemål (bet), acceptere et (call), forhøje et (raise) eller springe fra (fold). Når alle de spillere der ikke ønsker at folde har accepteret væddemålet, begynder spillet. Afhængig af spiltypen efterfølges denne runde af nogle senere runder med nye væddemål. Hvis ikke alle vælger at folde, skal de resterende spillere ved spillets slut vise deres kort og vinderen afgøres og denne får alle pengene, kaldet "pottet" (the pot). Ved slutspillet behøver den enkelte spiller ikke at vise sine kort, hvis man kan se at man har tabt, fordi en modspiller har vist et højere sæt.
Hvis der ikke kan findes en vinder, fordi alle har lige gode kort, deles pottet, også kaldet split-pot. Hvis en spiller undervejs i en runde ikke har penge nok til at calle et bet, kan han vælge at "gå all-in" (go all-in). På denne måde smider han sine sidste penge i og har således mulighed for at vinde alligevel. For at han dog ikke har mulighed for at vinde flere penge end han har satset, bliver alle bets over all-in-beløbet lagt i en separat pulje, kaldet "sidepot", og de andre penge bliver lagt i "main pot". De spillere der ønsker at forsætte med at vædde, kan således gøre dette. Skulle to spillere gå all-in med forskellige beløb, kommer der flere side-pots.

## Poker på et højere niveau
Antallet af spillere i poker afhænger af spiltypen, men ligger normalt omkring 10 spillere. Det kan dog spilles helt ned til kun 2 spillere. I poker indgår der en del sandsynlighedsregning og en del bluff. De professionelle spillere som lever af dette har forskellige strategier med, hvordan de vægte disse to. Af professionelle spillere kan bl.a. nævnes Gus Hansen, Phil Ivey, Patrik Antonius, David Sklansky, Chris Moneymaker, Phil Helmuth Jr., John "Amarillo Slim" Preston og Johnny Chan.

## Historie
Pokerspillets historie er omdiskuteret. Det står dog klart, at spillet vinder frem i første halvdel af 1800-tallet. Oprindelig blev det spillet af fire spillere med kun 20 kort (es, billedkort og 10'ere) som blev fordelt med 5 til hver. Snart blev hele det almindelige sæt spillekort med 52 blade anvendt, således at antallet af spillere kunne være mere fleksibelt. Samtidig blev kombinationen flush indført. Omkring tiden for den amerikanske borgerkrig blev de nu velkendte pokervarianter five card draw og five card stud sammen med kombinationen straight. Dermed blev også straight flush den højeste kombination hvilket hidtil havde været fire ens. De første spil med fælleskort (som anvendes i Texas hold'em og Omaha) kom frem omkring 1925. Turneringsspil begyndte i 1970 med World Series of Poker, og disse turneringers vigtigste disciplin Texas hold'em har efterhånden etableret sig som den mest udbredte variant. Online poker og poker på tv, hvor man kan se spillernes kort, var medvirkende til et stort internationalt gennembrud for pokeren i det 21. århundrede.

## World Series of Poker
Hver år mødes de bedste pokerspillere fra hele verden til World Series of Poker. Der spilles i flere dage og vinderen af turneringen vinder normalt et millionbeløb i dollars.
De seneste vindere:
- 2001, Carlos "El Matador" Mortensen: $1.500.000
- 2002, Robert Varkonyi: $2.000.000
- 2003, Chris Moneymaker: $2.500.000
- 2004, Greg "Fossilman" Raymer: $5.000.000
- 2005, Joseph Hachem: $7,500,000
- 2006, Jamie Gold: $12,000,000
- 2007, Jerry Yang: $8,250,000
- 2008, Peter Eastgate: $9,119,517
- 2009, Joe Cada: 8,547,042
- 2010, Jonathan Duhamel: 8,944,310
- 2011, Piuz Heinz: 8,715,638
- 2012, Greg Merson: 8,527,982

I 2017 lavede John Hesp (født i 1952) store overskrifter i pokerverdenen, da han som uerfaren spiller endte som nummer 4 i den afsluttende finale og kunne gå hjem med 2,6 millioner dollars. Han lever normalt et mere tilbagetrukket liv, hvor han lever af hans pension samt af at sælge campingvogne. Poker var noget han kun spillede engang om måneden på den lokale pub, hvor han ikke satsede mere end 13 dollars. Hans mål med at deltage i World Series of Poker var at ende i top 1.000. Men han skød igennem alle indledende runder og endte på en 4. plads imellem professionelle pokerspillere. 

## Kendte pokerspillere
Blandt de mest kendte pokerspillere er:
- David Sklansky; mangeårig pokerspiller og forfatter om bl.a. poker
- Chris Moneymaker; overraskede alle ved som amatør i 2003 at vinde The World Series of Poker
- Gus Hansen – dansker, en af de mest vindende nogensinde
- Doyle Brunson – medforfatter af "pokerbiblen", Super/system 1, 2.